# Portugália éghajlata
Portugália kontinentális területének éghajlata a Köppen-Geiger-féle osztályozáson mediterrán, az északi partvidéken annak hűvös nyarú változatával találkozunk, az ország nagyobb részén azonban a meleg vagy forró nyarú változat alakult ki.

Portugália Köppen-Geiger-féle éghajlati osztályozása (angol)

## Általános jellemzők
Az ország a Köppen-Geiger éghajlati besorolása: Csa délen, délkeleten és Csb északon, északnyugaton.

### A nyár
Nyáron az Atlanti-óceán felől lágy szél fúj, az északi partvidéken mérsékelten meleg marad az idő, az éghajlat inkább nyirkosnak mondható.
A partvidéken dél felé haladva a mediterrán jelleg fokozatosan erősödik. Dél, illetve kelet felé haladva a nyár egyre melegebb.
A legmagasabb nyári hőmérsékletet rendszerint az ország belsejében mérik. 2018. augusztusban az évi abszolút rekordot egy Ribatejo ÉK-i részén fekvő település mutatta, ahol a csúcshőmérséklet 46,4 °C volt.
Északon, a spanyol-portugál határon, a Minho folyó vidékén két hónapig tart a nyár, a Mondego környékén kb. három hónapig, a Tejónál kb. négy és Algarvéban már öt-hat hónapig.

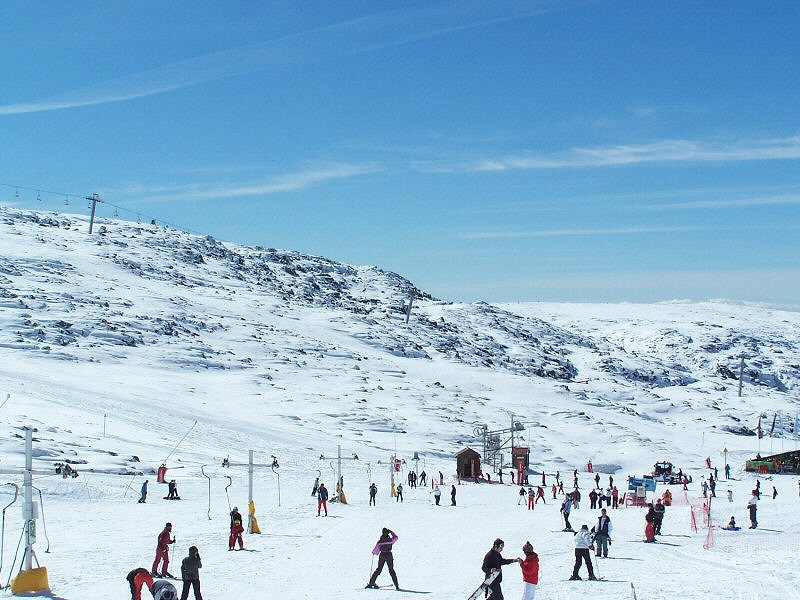
A Serra da Estrela télen

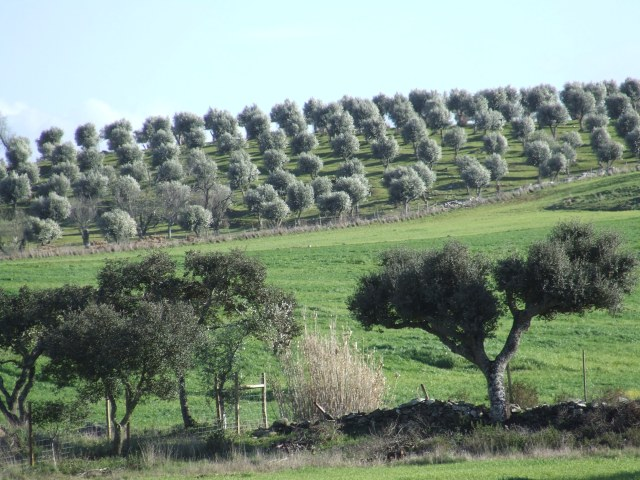
Olajfák Alentejoban

### A tél
A tél annál enyhébb, minél közelebb van az óceán vagy minél délebbre megyünk. Havat csak a Serra da Estrelán találunk és átmenetileg a Trás-os-Montesben.
Az ősz és tél jellemzően szeles, esős és hűvös, az ország északi és középső része hűvösebbek.
Az ország legdélebbi városaiban (Algarve) a hőmérséklet csak nagyon ritkán esik 0 °C alá, a leghidegebb hónapban, januárban általában 6-8 °C-ig süllyed, míg az átlagos max. hőmérséklet ugyanekkor 15-16 °C.

### Csapadék
Észak-Portugáliában még sok a csapadék (Portoban 1200 mm körül), de már jelentkezik a nyári száraz időszak. Északon 800–1200 mm közötti évi összegek jellemzők, de a magasabb hegyvidéken 1600–2000 mm-ig növekszik. Ezzel szemben az ország déli, alacsonyabban fekvő tájain mindössze 400–800 mm közötti évi összegek fordulnak elő. A csapadék évi járása jellegzetesen mediterrán típusú. A legtöbb csapadék október-április között hull, míg júniustól szeptemberig az ország legnagyobb részén száraz évszak alakul ki, amikor csak elvétve fordul elő záporeső.

### Napsütés
A csaknem felhőtlen nyár, de a télen sem jelentős borultság következtében a napsütés bőséges, évi összege északról dél felé növekedve 2450-3200 óra között változik.
| város     | Jan   | Feb   | Már   | Ápr   | Máj   | Jún   | Júl   | Aug   | Sze   | Okt   | Nov   | Dec   | évi  |
| --------- | ----- | ----- | ----- | ----- | ----- | ----- | ----- | ----- | ----- | ----- | ----- | ----- | ---- |
| Porto     | 124.0 | 130.0 | 192.2 | 216.0 | 257.3 | 273.0 | 306.9 | 294.5 | 225.0 | 182.9 | 138.0 | 124.0 | 2464 |
| Lisszabon | 142.6 | 156.6 | 207.7 | 234.0 | 291.4 | 303.0 | 353.4 | 344.1 | 261.0 | 213.9 | 156.0 | 142.6 | 2806 |
| Faro      | 172   | 165   | 234   | 251   | 314   | 332   | 368   | 352   | 273   | 226   | 182   | 167   | 3036 |

összehasonlításképp:
| város    | Jan | Feb | Már | Ápr | Máj | Jún | Júl | Aug | Sze | Okt | Nov | Dec | évi  |
| -------- | --- | --- | --- | --- | --- | --- | --- | --- | --- | --- | --- | --- | ---- |
| Budapest | 62  | 93  | 137 | 177 | 234 | 250 | 271 | 255 | 187 | 141 | 69  | 52  | 1988 |

## Éghajlattáblázatok

### Észak
| Hónap                                          | Jan. | Feb. | Már. | Ápr. | Máj. | Jún. | Júl. | Aug. | Szep. | Okt. | Nov. | Dec. | Év   |
| ---------------------------------------------- | ---- | ---- | ---- | ---- | ---- | ---- | ---- | ---- | ----- | ---- | ---- | ---- | ---- |
| Rekord max. hőmérséklet (°C)                   | 24,0 | 23,5 | 29,5 | 31,0 | 35,5 | 38,5 | 38,5 | 42,2 | 38,5  | 33,3 | 28,5 | 24,1 | 42,2 |
| Átlagos max. hőmérséklet (°C)                  | 13,7 | 14,8 | 17,6 | 18,3 | 21,1 | 25,4 | 27,8 | 28,0 | 25,5  | 20,9 | 16,8 | 14,4 | 20,4 |
| Átlagos min. hőmérséklet (°C)                  | 4,3  | 4,9  | 7,0  | 7,9  | 10,4 | 13,5 | 14,9 | 14,7 | 13,2  | 10,8 | 7,7  | 6,0  | 9,6  |
| Rekord min. hőmérséklet (°C)                   | −6,3 | −4,5 | −5,0 | −1,2 | −0,5 | 3,3  | 7,5  | 6,7  | 3,8   | 2,5  | −1,7 | −2,5 | −6,3 |
| Átl. csapadékmennyiség (mm)                    | 176  | 115  | 122  | 131  | 113  | 49   | 22   | 34   | 82    | 192  | 194  | 220  | 1449 |
| Forrás: Instituto de Meteorologia, IP Portugal |      |      |      |      |      |      |      |      |       |      |      |      |      |

| Hónap                                                    | Jan. | Feb. | Már. | Ápr. | Máj. | Jún. | Júl. | Aug. | Szep. | Okt. | Nov. | Dec. | Év   |
| -------------------------------------------------------- | ---- | ---- | ---- | ---- | ---- | ---- | ---- | ---- | ----- | ---- | ---- | ---- | ---- |
| Rekord max. hőmérséklet (°C)                             | 23,3 | 23,2 | 28,5 | 30,2 | 34,1 | 38,7 | 40,0 | 40,9 | 36,9  | 32,2 | 26,3 | 24,8 | 40,9 |
| Átlagos max. hőmérséklet (°C)                            | 13,8 | 15,0 | 17,4 | 18,1 | 20,1 | 23,5 | 25,3 | 25,7 | 24,1  | 20,7 | 17,1 | 14,4 | 19,6 |
| Átlagos min. hőmérséklet (°C)                            | 5,2  | 5,9  | 7,8  | 9,1  | 11,6 | 14,5 | 15,9 | 15,9 | 14,7  | 12,2 | 8,9  | 6,9  | 10,7 |
| Rekord min. hőmérséklet (°C)                             | −3,3 | −2,8 | −1,6 | 0,1  | 3,3  | 5,6  | 9,5  | 8,0  | 5,5   | 1,4  | −0,3 | −1,2 | −3,3 |
| Átl. csapadékmennyiség (mm)                              | 147  | 111  | 96   | 118  | 90   | 40   | 20   | 33   | 72    | 158  | 172  | 181  | 1237 |
| Havi napsütéses órák száma                               | 124  | 130  | 192  | 216  | 257  | 273  | 307  | 295  | 225   | 183  | 138  | 124  | 2464 |
| Forrás: Instituto de Meteorologia, Hong Kong Observatory |      |      |      |      |      |      |      |      |       |      |      |      |      |

### Közép
| Hónap                                                       | Jan. | Feb. | Már. | Ápr. | Máj. | Jún. | Júl. | Aug. | Szep. | Okt. | Nov. | Dec. | Év   |
| ----------------------------------------------------------- | ---- | ---- | ---- | ---- | ---- | ---- | ---- | ---- | ----- | ---- | ---- | ---- | ---- |
| Rekord max. hőmérséklet (°C)                                | 23,5 | 25,5 | 30,2 | 33,0 | 37,5 | 41,6 | 40,2 | 40,5 | 40,0  | 34,6 | 27,6 | 25,2 | 41,6 |
| Átlagos max. hőmérséklet (°C)                               | 14,8 | 16,2 | 18,9 | 19,9 | 22,4 | 26,2 | 28,4 | 28,7 | 27,3  | 22,7 | 18,0 | 15,4 | 21,6 |
| Átlagos min. hőmérséklet (°C)                               | 5,0  | 5,8  | 7,6  | 9,1  | 11,4 | 14,3 | 15,6 | 15,1 | 14,1  | 11,8 | 8,6  | 6,5  | 10,4 |
| Rekord min. hőmérséklet (°C)                                | −4,9 | −4,0 | −3,3 | −1,5 | 2,0  | 4,1  | 6,8  | 6,0  | 2,0   | −2,6 | −3,1 | −2,8 | −4,9 |
| Átl. csapadékmennyiség (mm)                                 | 112  | 106  | 66   | 85   | 80   | 40   | 13   | 14   | 52    | 103  | 109  | 127  | 905  |
| Havi napsütéses órák száma                                  | 138  | 137  | 191  | 203  | 249  | 261  | 302  | 300  | 228   | 185  | 147  | 139  | 2480 |
| Forrás: Instituto de Meteorologia (climatology), NOAA (sun) |      |      |      |      |      |      |      |      |       |      |      |      |      |

| Hónap                                                    | Jan. | Feb. | Már. | Ápr. | Máj. | Jún. | Júl. | Aug. | Szep. | Okt. | Nov. | Dec. | Év   |
| -------------------------------------------------------- | ---- | ---- | ---- | ---- | ---- | ---- | ---- | ---- | ----- | ---- | ---- | ---- | ---- |
| Rekord max. hőmérséklet (°C)                             | 22,6 | 24,8 | 29,4 | 32,2 | 34,8 | 41,5 | 40,6 | 41,8 | 37,3  | 32,6 | 25,3 | 23,2 | 41,8 |
| Átlagos max. hőmérséklet (°C)                            | 14,8 | 16,2 | 18,8 | 19,8 | 22,1 | 25,7 | 27,9 | 28,3 | 26,5  | 22,5 | 18,5 | 15,3 | 21,4 |
| Átlaghőmérséklet (°C)                                    | 11,6 | 12,7 | 14,9 | 15,9 | 18,0 | 21,2 | 23,1 | 23,5 | 22,1  | 18,8 | 15,0 | 12,4 | 17,5 |
| Átlagos min. hőmérséklet (°C)                            | 8,3  | 9,1  | 11,0 | 11,9 | 13,9 | 16,6 | 18,2 | 18,6 | 17,6  | 15,1 | 11,8 | 9,4  | 13,5 |
| Rekord min. hőmérséklet (°C)                             | 1,0  | 1,2  | 0,2  | 5,5  | 6,8  | 10,4 | 14,1 | 14,7 | 12,1  | 9,2  | 4,3  | 2,1  | 0,2  |
| Átl. csapadékmennyiség (mm)                              | 100  | 85   | 53   | 68   | 54   | 16   | 4    | 6    | 33    | 101  | 128  | 127  | 774  |
| Havi napsütéses órák száma                               | 143  | 157  | 208  | 234  | 291  | 303  | 353  | 344  | 261   | 214  | 156  | 143  | 2806 |
| Forrás: Instituto de Meteorologia, Hong Kong Observatory |      |      |      |      |      |      |      |      |       |      |      |      |      |

| Hónap                                                     | Jan. | Feb. | Már. | Ápr. | Máj. | Jún. | Júl. | Aug. | Szep. | Okt. | Nov. | Dec. | Év   |
| --------------------------------------------------------- | ---- | ---- | ---- | ---- | ---- | ---- | ---- | ---- | ----- | ---- | ---- | ---- | ---- |
| Rekord max. hőmérséklet (°C)                              | 24,7 | 24,3 | 31,3 | 32,3 | 37,8 | 41,8 | 45,3 | 46,0 | 44,2  | 36,7 | 27,6 | 24,4 | 46,0 |
| Átlagos max. hőmérséklet (°C)                             | 13,4 | 14,7 | 18,0 | 19,1 | 22,6 | 27,9 | 31,1 | 31,1 | 27,8  | 22,2 | 17,1 | 13,8 | 21,6 |
| Átlagos min. hőmérséklet (°C)                             | 5,8  | 6,7  | 8,6  | 9,5  | 11,7 | 14,8 | 16,6 | 17,0 | 16,0  | 13,2 | 9,7  | 7,1  | 11,4 |
| Rekord min. hőmérséklet (°C)                              | −2,9 | −1,4 | −2,3 | 2,9  | 4,9  | 6,7  | 10,9 | 11,4 | 9,1   | 5,5  | 0,0  | −0,5 | −2,9 |
| Átl. csapadékmennyiség (mm)                               | 61   | 52   | 44   | 55   | 47   | 17   | 4    | 8    | 32    | 84   | 88   | 95   | 585  |
| Havi napsütéses órák száma                                | 148  | 148  | 203  | 220  | 285  | 301  | 363  | 346  | 251   | 204  | 158  | 144  | 2771 |
| Forrás: Instituto de Meteorologia , NOAA (sun, 1961–1990) |      |      |      |      |      |      |      |      |       |      |      |      |      |

### Dél
| Hónap                         | Jan. | Feb. | Már. | Ápr. | Máj. | Jún. | Júl. | Aug. | Szep. | Okt. | Nov. | Dec. | Év   |
| ----------------------------- | ---- | ---- | ---- | ---- | ---- | ---- | ---- | ---- | ----- | ---- | ---- | ---- | ---- |
| Átlagos max. hőmérséklet (°C) | 15,0 | 16,0 | 18,0 | 20,0 | 22,0 | 25,0 | 28,0 | 28,0 | 26,0  | 22,0 | 19,0 | 16,0 | 21,3 |
| Átlagos min. hőmérséklet (°C) | 6,0  | 10,0 | 11,0 | 13,0 | 14,0 | 18,0 | 20,0 | 20,0 | 19,0  | 16,0 | 13,0 | 10,0 | 14,2 |
| Átl. csapadékmennyiség (mm)   | 100  | 77   | 57   | 45   | 30   | 16   | 2    | 2    | 16    | 58   | 90   | 102  | 595  |
| Havi napsütéses órák száma    | 124  | 168  | 217  | 210  | 310  | 270  | 341  | 310  | 270   | 279  | 150  | 124  | 2773 |
| Forrás:                       |      |      |      |      |      |      |      |      |       |      |      |      |      |

| Hónap                                                      | Jan. | Feb. | Már. | Ápr. | Máj. | Jún. | Júl. | Aug. | Szep. | Okt. | Nov. | Dec. | Év   |
| ---------------------------------------------------------- | ---- | ---- | ---- | ---- | ---- | ---- | ---- | ---- | ----- | ---- | ---- | ---- | ---- |
| Rekord max. hőmérséklet (°C)                               | 21,9 | 24,7 | 28,9 | 30,1 | 33,6 | 37,1 | 44,3 | 39,6 | 37,4  | 33,3 | 28,6 | 24,0 | 44,3 |
| Átlagos max. hőmérséklet (°C)                              | 16,1 | 16,9 | 19,1 | 20,4 | 22,8 | 26,4 | 29,2 | 28,8 | 26,6  | 23,2 | 19,6 | 17,0 | 22,2 |
| Átlagos min. hőmérséklet (°C)                              | 7,9  | 8,7  | 10,5 | 11,8 | 14,0 | 17,3 | 19,1 | 19,4 | 18,0  | 15,3 | 11,7 | 9,6  | 13,6 |
| Rekord min. hőmérséklet (°C)                               | −1,2 | −1,2 | 2,3  | 3,6  | 6,7  | 8,0  | 11,9 | 13,1 | 9,9   | 7,8  | 2,7  | 1,2  | −1,2 |
| Átl. csapadékmennyiség (mm)                                | 59   | 52   | 39   | 39   | 22   | 4    | 2    | 4    | 23    | 60   | 90   | 114  | 509  |
| Havi napsütéses órák száma                                 | 172  | 165  | 234  | 251  | 314  | 332  | 368  | 352  | 273   | 226  | 182  | 167  | 3036 |
| Forrás: Instituto de Meteorologia, NOAA (sun and humidity) |      |      |      |      |      |      |      |      |       |      |      |      |      |

### Madeira
| Hónap                                   | Jan. | Feb. | Már. | Ápr. | Máj. | Jún. | Júl. | Aug. | Szep. | Okt. | Nov. | Dec. | Év   |
| --------------------------------------- | ---- | ---- | ---- | ---- | ---- | ---- | ---- | ---- | ----- | ---- | ---- | ---- | ---- |
| Rekord max. hőmérséklet (°C)            | 25,5 | 27,0 | 30,5 | 32,6 | 34,2 | 34,7 | 37,7 | 38,5 | 38,4  | 34,1 | 29,5 | 25,9 | 38,5 |
| Átlagos max. hőmérséklet (°C)           | 19,7 | 19,7 | 20,4 | 20,6 | 21,6 | 23,4 | 25,1 | 26,4 | 26,4  | 24,9 | 22,6 | 20,7 | 22,6 |
| Átlagos min. hőmérséklet (°C)           | 13,7 | 13,4 | 13,9 | 14,4 | 15,6 | 17,7 | 19,2 | 20,0 | 20,0  | 18,6 | 16,6 | 15,0 | 16,5 |
| Rekord min. hőmérséklet (°C)            | 8,2  | 7,4  | 8,1  | 9,8  | 9,7  | 13,2 | 14,6 | 16,4 | 16,6  | 13,4 | 9,8  | 9,4  | 7,4  |
| Átl. csapadékmennyiség (mm)             | 74   | 83   | 60   | 44   | 29   | 7    | 2    | 2    | 33    | 90   | 89   | 115  | 627  |
| Havi napsütéses órák száma              | 141  | 150  | 181  | 182  | 202  | 162  | 228  | 240  | 200   | 184  | 155  | 140  | 2165 |
| Forrás: Instituto de Meteorologia, NOAA |      |      |      |      |      |      |      |      |       |      |      |      |      |

### Azori-szigetek
| Hónap                                   | Jan. | Feb. | Már. | Ápr. | Máj. | Jún. | Júl. | Aug. | Szep. | Okt. | Nov. | Dec. | Év   |
| --------------------------------------- | ---- | ---- | ---- | ---- | ---- | ---- | ---- | ---- | ----- | ---- | ---- | ---- | ---- |
| Rekord max. hőmérséklet (°C)            | 20,2 | 20,4 | 22,8 | 22,6 | 23,2 | 25,6 | 28,2 | 28,8 | 28,6  | 26,2 | 25,5 | 22,6 | 28,8 |
| Átlagos max. hőmérséklet (°C)           | 16,8 | 16,6 | 17,0 | 17,7 | 19,1 | 21,4 | 23,9 | 25,3 | 24,3  | 21,9 | 19,4 | 17,8 | 20,1 |
| Átlagos min. hőmérséklet (°C)           | 12,2 | 11,5 | 12,0 | 12,3 | 13,6 | 15,8 | 17,8 | 19,0 | 18,4  | 16,5 | 14,3 | 12,9 | 14,7 |
| Rekord min. hőmérséklet (°C)            | 4,4  | 3,7  | 4,2  | 5,5  | 6,6  | 8,3  | 12,0 | 13,0 | 12,2  | 10,4 | 7,6  | 6,2  | 3,7  |
| Átl. csapadékmennyiség (mm)             | 97   | 84   | 88   | 77   | 72   | 40   | 27   | 46   | 92    | 109  | 109  | 147  | 986  |
| Havi napsütéses órák száma              | 97   | 103  | 120  | 141  | 174  | 163  | 208  | 213  | 175   | 142  | 109  | 93   | 1738 |
| Forrás: Instituto de Meteorologia; NOAA |      |      |      |      |      |      |      |      |       |      |      |      |      |

## Fordítás
Ez a szócikk részben vagy egészben  a   Clima de Portugal című portugál Wikipédia-szócikk fordításán alapul.  Az eredeti cikk szerkesztőit annak laptörténete sorolja fel. Ez a jelzés csupán a megfogalmazás eredetét és a szerzői jogokat jelzi, nem szolgál a cikkben szereplő információk forrásmegjelöléseként.